# Мінерал-Сіті (Огайо)
Мінерал-Сіті (англ. Mineral City) — селище (англ. village) в США, в окрузі Таскарвас штату Огайо. Населення — 652 особи (2020).

## Географія
Мінерал-Сіті розташований за координатами 40°36′6″ пн. ш. 81°21′39″ зх. д. / 40.60167° пн. ш. 81.36083° зх. д. (40.601753, -81.360950).  За даними Бюро перепису населення США в 2010 році селище мало площу 2,12 км², уся площа — суходіл.

## Демографія
Згідно з переписом 2010 року, у селищі мешкало 727 осіб у 278 домогосподарствах у складі 194 родин. Густота населення становила 343 особи/км².  Було 322 помешкання (152/км²).
Расовий склад населення:
| - 95,5 % — білих - 1,8 % — чорних або афроамериканців - 1,0 % — азіатів - 0,1 % — вихідців з тихоокеанських островів - 0,1 % — корінних американців |

До двох чи більше рас належало 1,5 %. Частка іспаномовних становила 0,7 % від усіх жителів.
За віковим діапазоном населення розподілялося таким чином: 27,2 % — особи молодші 18 років, 63,9 % — особи у віці 18—64 років, 8,9 % — особи у віці 65 років та старші. Медіана віку мешканця становила 36,3 року. На 100 осіб жіночої статі у селищі припадало 92,3 чоловіків;  на 100 жінок у віці від 18 років та старших — 93,1 чоловіків також старших 18 років.
Середній дохід на одне домашнє господарство  становив 53 024 долари США (медіана — 46 806), а середній дохід на одну сім'ю — 54 603 долари (медіана — 46 250). Медіана доходів становила 40 691 долар для чоловіків та 25 625 доларів для жінок. За межею бідності перебувало 10,9 % осіб, у тому числі 16,7 % дітей у віці до 18 років та 19,2 % осіб у віці 65 років та старших.
Цивільне працевлаштоване населення становило 348 осіб. Основні галузі зайнятості: мистецтво, розваги та відпочинок — 22,7 %, освіта, охорона здоров'я та соціальна допомога — 18,4 %, виробництво — 16,1 %.